# San Miguel 1.ª Sección
San Miguel 1.ª Sección es una localidad del municipio de Reforma ubicado en el noroeste del estado mexicano de Chiapas.

## Geografía
La localidad de San Miguel 1.ª Sección se sitúa en las coordenadas geográficas 17°56′01″N 93°10′02″O / 17.933611, -93.167222, a una elevación de 10 metros sobre el nivel del mar.

## Demografía
Según el Conteo de Población y Vivienda 2020, efectuado por el Instituto Nacional de Estadística y Geografía, la localidad de San Miguel 1.ª Sección tiene 953 habitantes, de los cuales 497 son del sexo masculino y 456 del sexo femenino. Su tasa de fecundidad es de 2.55 hijos por mujer y tiene 257 viviendas particulares habitadas.
| Gráfica de evolución demográfica de San Miguel 1.ª Sección entre 1970 y 2020 |
|                                                                              |
| INEGI.                                                                       |